# Murrindindi
Murrindindi är en kommun i Australien. Den ligger i delstaten Victoria, omkring 86 kilometer nordost om delstatshuvudstaden Melbourne. Antalet invånare var 13 732 vid folkräkningen 2016.
Följande samhällen finns i Murrindindi:
- Alexandra
- Kinglake West
- Yea
- Marysville